# Robert Lewis Reid

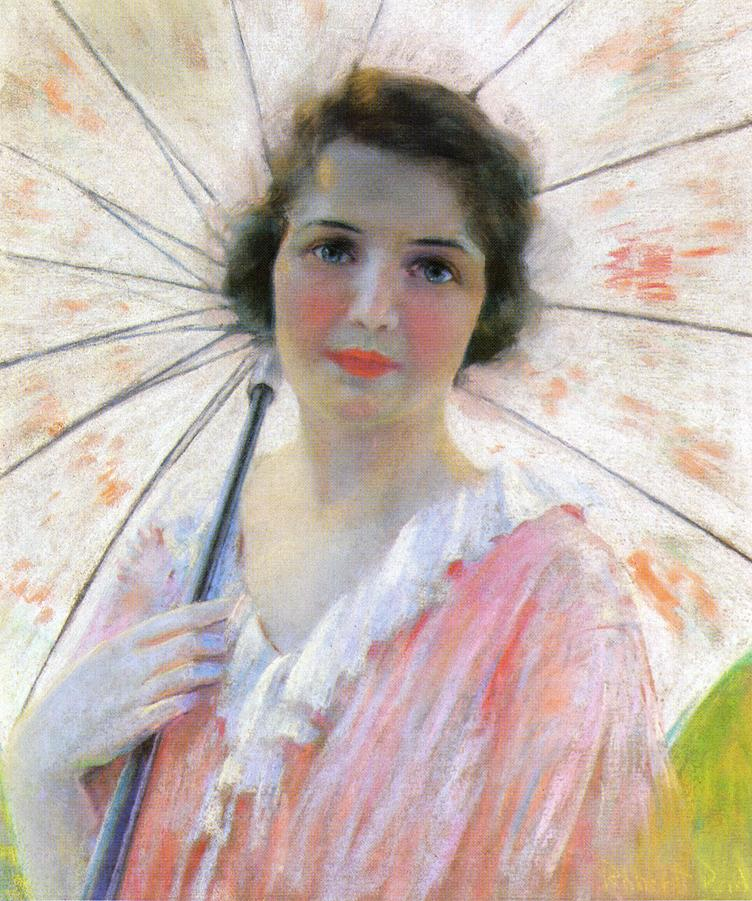
Dama z parasolem

Robert Lewis Reid (ur. 29 lipca 1862, zm. 2 grudnia 1929) – amerykański malarz impresjonista.
Urodził się w Stockbridge w Massachusetts. Uczył się w School of the Museum of Fine Arts w Bostonie. W 1884 wyjechał do Nowego Jorku, studiował w Art Students League, w 1885 wyjechał do Paryża, by kontynuować studia w Académie Julian.
Po powrocie do Nowego Jorku w 1889, pracował jako portrecista i instruktor w Art Students League i Cooper Union. Był członkiem Ten American Painters, którzy opuścili Society of American Artists. Malował głównie portrety młodych kobiet w otoczeniu kwiatów. Pod koniec XIX wieku wykonał kilka dużych projektów dekoracji ściennych (tzw. murale).
Zmarł w Clifton Springs w stanie Nowy Jork.